# Fuchs Simon
Fuchs Simon (Madéfalva, 1907. október 24. – Marosvásárhely, 1972. július 24.) magyar történész, közíró. Ligeti Herta férje.

## Életútja
Lakatosként kapcsolódott be a munkásmozgalomba, szakszervezeti aktivista és könyvtáros. 1944-ben deportálták. A második világháború után hazatérve pártoktató (1945–52), Bukarestben és Kolozsvárt egyetemi tanulmányokat folytatott, 1952-től mint történészt főleg a marosvásárhelyi és Maros-völgyi munkásság harcai foglalkoztatták.
Első írását már 1929-ben közölte a bukaresti Ifjúmunkás, előbb ennek, majd a marosvásárhelyi Ifjú Harcos c. illegális lapnak a szerkesztője. Sajtótevékenységét a Romániai Magyar Szó vidéki szerkesztőjeként folytatta (1947–50). Előadótanár lett a marosvásárhelyi OGYI marxista-leninista ideológiai tanszékén, majd a Bolyai Tudományegyetemen; később az Akadémia kolozsvári történeti intézetében főkutató, végül a marosvásárhelyi akadémiai kutatóközpont társadalomtudományi részlegének vezetője, s az itt megjelenő Studii de Istorie c. kiadvány szerkesztője (1968). Munkás- és sajtótörténeti közlései, személyiségrajzai a Korunk, Igaz Szó, Utunk és a román történelmi szakfolyóiratok hasábjain jelentek meg; szívesen tért ki a történelem és irodalom határterületeire, s megemlékezései Aradi Viktor, Gábor Andor, Halász József, Molter Károly, Nagy István, Rozvány Jenő, Simó Géza, Salamon Ernő életéről és munkásságáról forrásértékűek. Tanulmányt írt Aurel Vlaicu, a neves román repülő 1912-es marosvásárhelyi felszállásáról (Studii și Articole de Istorie 1966/8).

## Kötetei
- Előszóval, jegyzetekkel ellátott válogatása: Szavukkal szól a történelem (1971)
- Sajtó alá rendezte és bevezető tanulmánnyal látta el Aradi Viktor cikkeinek és tanulmányainak gyűjteményét (Mócok földjén, 1974) posztumusz jelent meg
- Munkásmozgalom a Maros völgyében (Kocziány László előszavával, 1975), szintén posztumusz kiadvány